# Dimitrios Lordos
Dimitrios Lordos, gr. Δημήτριος Λόρδος (ur. 3 listopada 1945) – cypryjski strzelec, uczestnik Letnich Igrzysk Olimpijskich 1992.
Wystartował w trapie, którego ukończył na 33. miejscu z wynikiem 139 na 200 możliwych punktów.
Jego brat Anastasios również był strzelcem sportowym, olimpijczykiem w 1984 w tej samej konkurencji.